# Basilika von Máriapócs

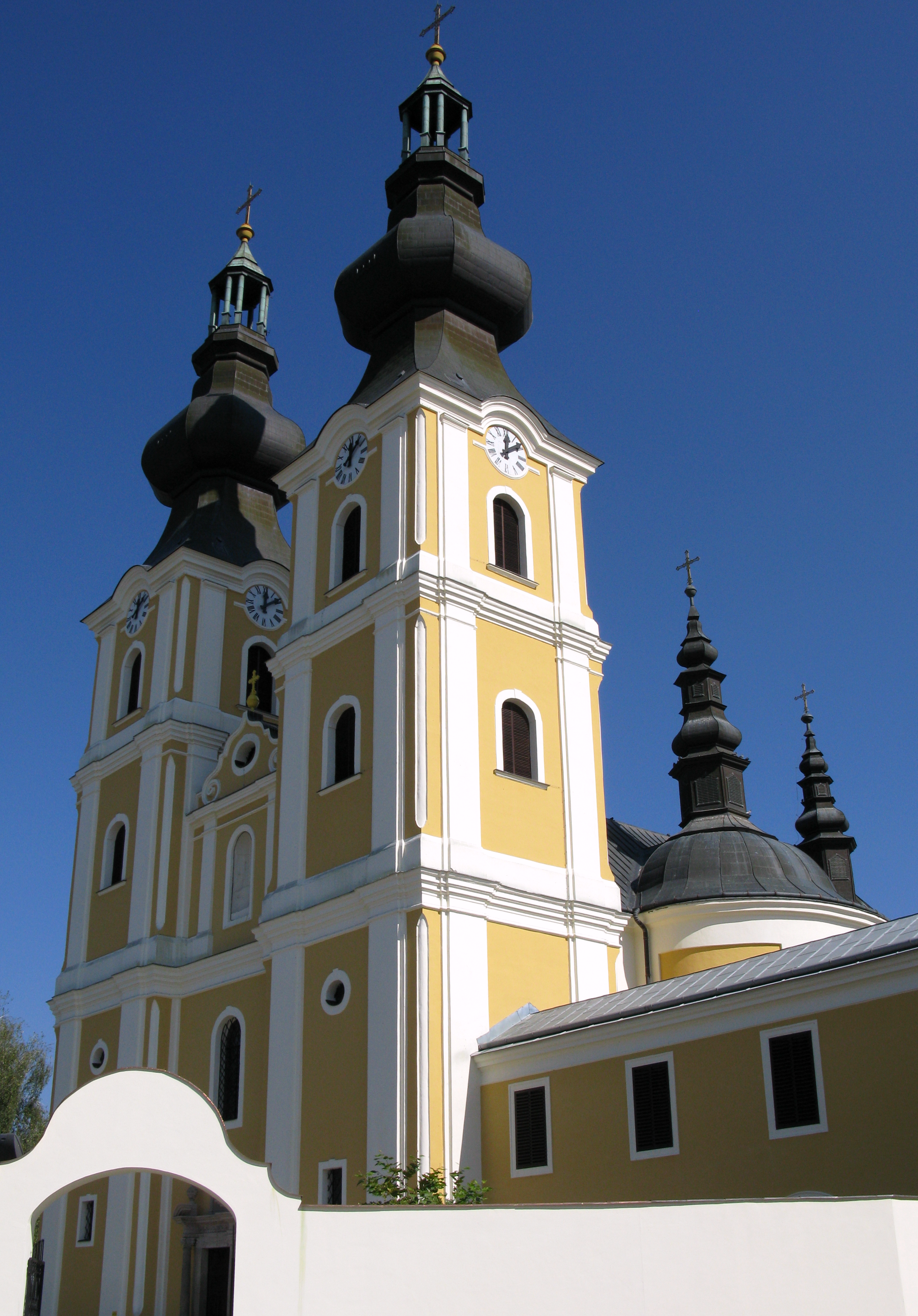
Außenansicht

Die Kirche der Sieben Schmerzen Mariä ist eine der wichtigsten Wallfahrtskirchen in Ungarn. Sie befindet sich in Máriapócs und untersteht dem ungarisch-griechischen Bistum Hajdúdorog. 1948 wurde sie von Papst Pius XII. zur Basilica minor erhoben.
Grund für die Wallfahrten zu dieser griechisch-katholischen Kirche ist ein Gnadenbild, vom Typ Hodegetria, das Maria mit dem Jesuskind auf ihrem linken Arm zeigt. Das Original des Gnadenbildes der Madonna von Pötsch von 1696 wurde ein Jahr später in den Stephansdom gebracht. Grund war das fortlaufende Tränen des Bildes. Doch auch an der Kopie in Máriapócs ereigneten sich zwei Tränenwunder: 1715 und 1905. Dieses Tränen dauerte mehrere Monate, jeweils vom Sommer bis zum Ende des Jahres. Dies stellt die Grundlage für die groß angelegten Wallfahrten. 1991 wurde das Gnadenbild von Papst Johannes Paul II. besucht. Während der Zeit des Kommunismus ruhten die Wallfahrten. Seit dem Fall des Eisernen Vorhangs finden wieder 16 Wallfahrten im Jahr statt, bei der übers Jahr verteilt bis zu 800.000 Gläubige teilnehmen. In der Nähe befindet sich ein Thermalsee mit 52 °C warmen Wasser, der in die Wallfahrten einbezogen wird.
Bereits vor dem zweiten Tränenwunder stand hier eine aus der Zeit zwischen 1731 und 1756 im Stil des Frühbarock gehaltene Kirche. Die beiden Türme mit Zwiebelhelmen wurden 1856 fertiggestellt. Der Zustrom der Pilger ab 1905 machte einen Ausbau der Kirche unumgänglich. 1893–96 und 1991 erfolgten grundlegende Restaurierungen der Basilika. In der Krypta unter der Kirche sind griechisch-katholische Bischöfe und Priester bestattet. 
Die Bilder der 1785–88 errichteten Ikonostase wurden 1896 getauscht. Der Gnadenaltar und der Heilig-Kreuz-Altar stammen aus dem letzten Drittel des 18. Jahrhunderts. Zusammen mit dem Basilius-Altar wurden sie am Ende des 19. Jahrhunderts und 1945 umgebaut. In dieser Zeit wurde auch das Gnadenbild von der Ikonostase neben den Eingang der Kirche versetzt. 
Die Ausmalung der Kirche erfolgte 1944–45 durch Józef Boksay und Emanuel Petrasovsky.